# ماتسوکو کوسابوئه
ماتسوکو کوسابوئه (انگلیسی: Mitsuko Kusabue؛ زادهٔ ۲۲ اکتبر ۱۹۳۳) هنرپیشه اهل ژاپن است. وی از سال ۱۹۵۳ میلادی تاکنون مشغول فعالیت بوده‌است.
از فیلم‌هایی که وی در آن‌ها نقش داشته است، می‌توان به و آنگاه اشاره نمود.